# Ред-Дир (река)
Ред-Дир (англ. Red Deer River) — река в Канаде (провинции Альберта и Саскачеван). Основной приток реки Саут-Саскачеван.

## Гидрография

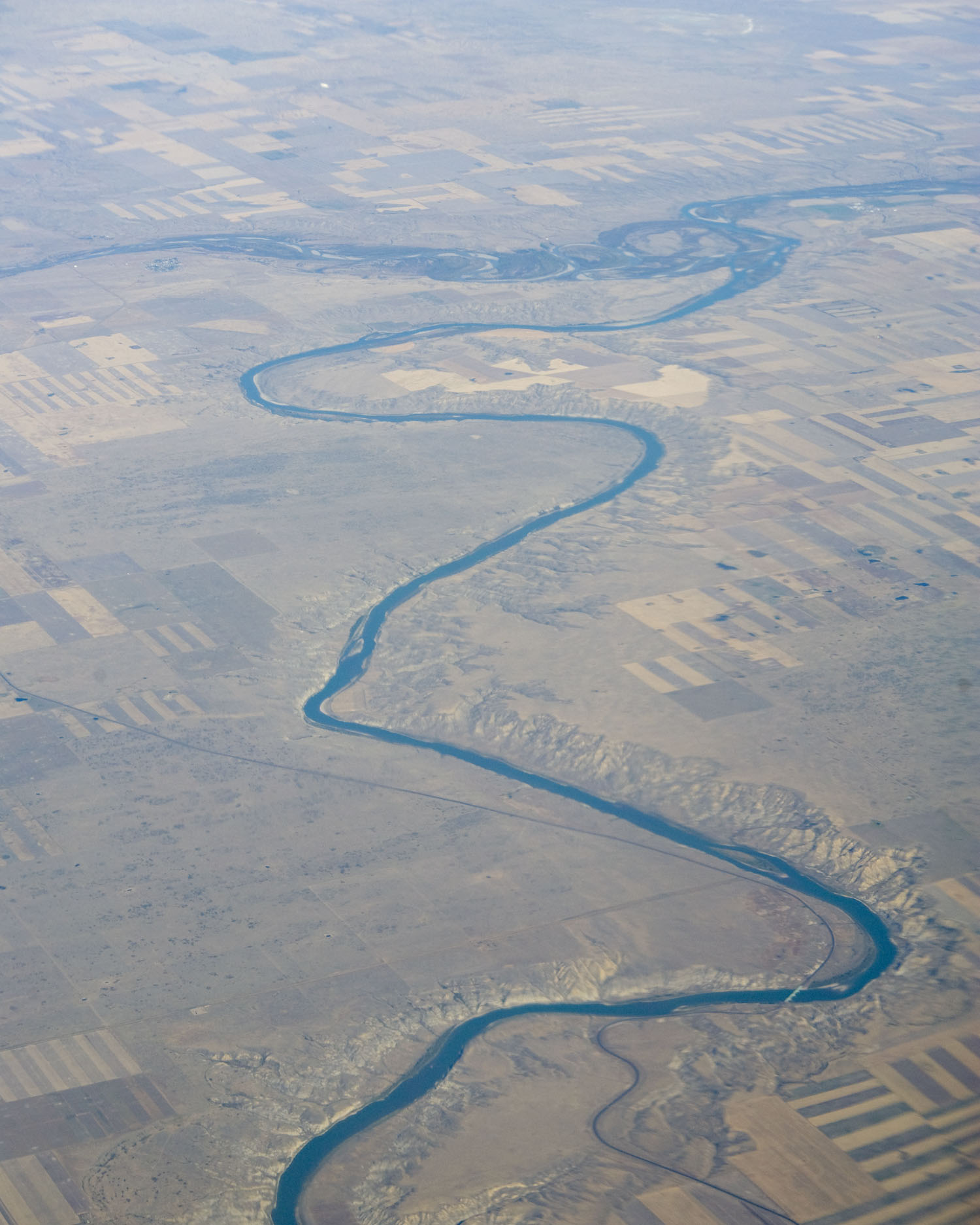
Впадение реки Ред-Дир (вверху слева) в Саут-Саскачеван

Длина реки Ред-Дир составляет 740 км. Бассейн охватывает территорию в 44 500 км². Средний расход воды по разным источникам — от 62 м³/с до 70 м³/с.
Истоки реки, питаемой таянием снегов и ледников, расположены на горах Драммонд и Сайклон (на восточном склоне Канадских Скалистых гор) в национальном парке Банф. Оттуда река течёт первоначально в восточном, а затем в южном направлении. Основные притоки — реки Пантер, Джеймс (впадает в Ред-Дир в нескольких километрах северо-восточнее города Сандре), Рейвен, Литл-Ред-Дир, Медисин, Блайндман (впадает в Ред-Ривер восточнее города Блэкфалдс).
300 км нижнего течения Ред-Дир проходят по бедлендам Альберты, в том числе по провинциальному парку Дайносор. Ред-Дир впадает в реку Саут-Саскачеван вскоре после пересечения границы провинций Альберта и Саскачеван. Перепад высот между истоками и устьем реки — 1358 м.

## Экосистема
Русло реки Ред-Дир пересекает пять естественных регионов, различающихся по экологическим характеристикам: Скалистые горы, предгорья, канадская тайга, осиновая лесостепь и степь (прерия). В нижнем течении Ред-Дир произрастает ряд видов растений, нетипичных для этих широт, что стало возможным благодаря более тёплому и сухому микроклимату в долине реки.
В верховьях Ред-Дир протекает по труднодоступным местам, не посещаемым туристами и не тронутым пожарами. Верхнее течение реки, берущее начало на альпийских лугах, затем проходит по густым ельникам. Ниже по течению расположен провинциальный парк Драй-Баффало-Джамп, богатый на различные виды растений и животных. В нижнем течении Ред-Дир в районе осиновой лесостепи произрастают осина, тополь бальзамический, черёмуха виргинская и черёмуха пенсильванская, кизил, снежноягодник, жимолость покрывальная, дёрен канадский, лилия филадельфийская, астры, дикие подсолнечники, овсяница Festuca hallii. Для более влажных степных районов характерны Festuca hallii, шиповник Вудса, лох серебристый, тополь дельтовидный и тополь бальзамический. В зоне сухого разнотравья произрастают тополь дельтовидный, ивы, шиповник, лох серебристый, шефердия, снежноягодник округлый, полынь, каламовильфа, а также опунция.
В верхней части долины Ред-Дир встречаются лоси, олени вапити, волки, пумы и медведи гризли. В среднем течении, выше Драмхеллера, устроено водохранилище, где встречаются канадские казарки и кряквы, а также сформировалась небольшая колония белых пеликанов. В этом регионе обитают несколько видов змей, в том числе обыкновенная подвязочная змея, сосновые змеи и зелёный гремучник; из земноводных отмечается дакотская жаба. В низовьях реки обитают белохвостые и чернохвостые олени, лоси, койоты, реже встречаются зайцы, лисы, рыси и пумы, в самой южной части реки полынные низины создают естественные условия существования для антилоп-вилорогов.
В верхнем течении реки (выше водохранилища Глениффер-Лейк) в Ред-Дир водятся гольцы, лосось Кларка, горный валёк, светлопёрый судак и щука; большинство видов, за исключением большеголового гольца и судака, разрешены для спортивной рыбалки. Среднее течение реки до строительства плотины отличалось большим разнообразием видов рыб, однако в период после её строительства снизилось как разнообразие, так и общее количество рыбы; так, были утеряны естественные районы нагула в нижнем течении Ред-Ривер и её притоках, резко снизилось количество выживающей молоди валька. Почти исчезли ниже плотины подкаменщики Cottus ricei, для жизни которых необходима чистая вода. В то же время в нижнем течении Ред-Ривер заметно возросло поголовье сельдевидного сига, по-видимому, за счёт проникновения по ирригационным каналам из Южной Альберты. С 1970-х годов стали заметно более часты гиодоны, в течении выше плотины и в притоках ведётся успешная интродукция нескольких видов лососёвых рыб, среди которых американская палия, кумжа и лосось Кларка. В низовьях Ред-Дир обитают озёрный осётр (угрожаемый вид на провинциальном и исчезающий на федеральном уровне), налим, горный валёк, светлопёрый и канадский судак и щука.

## Демография и экономика

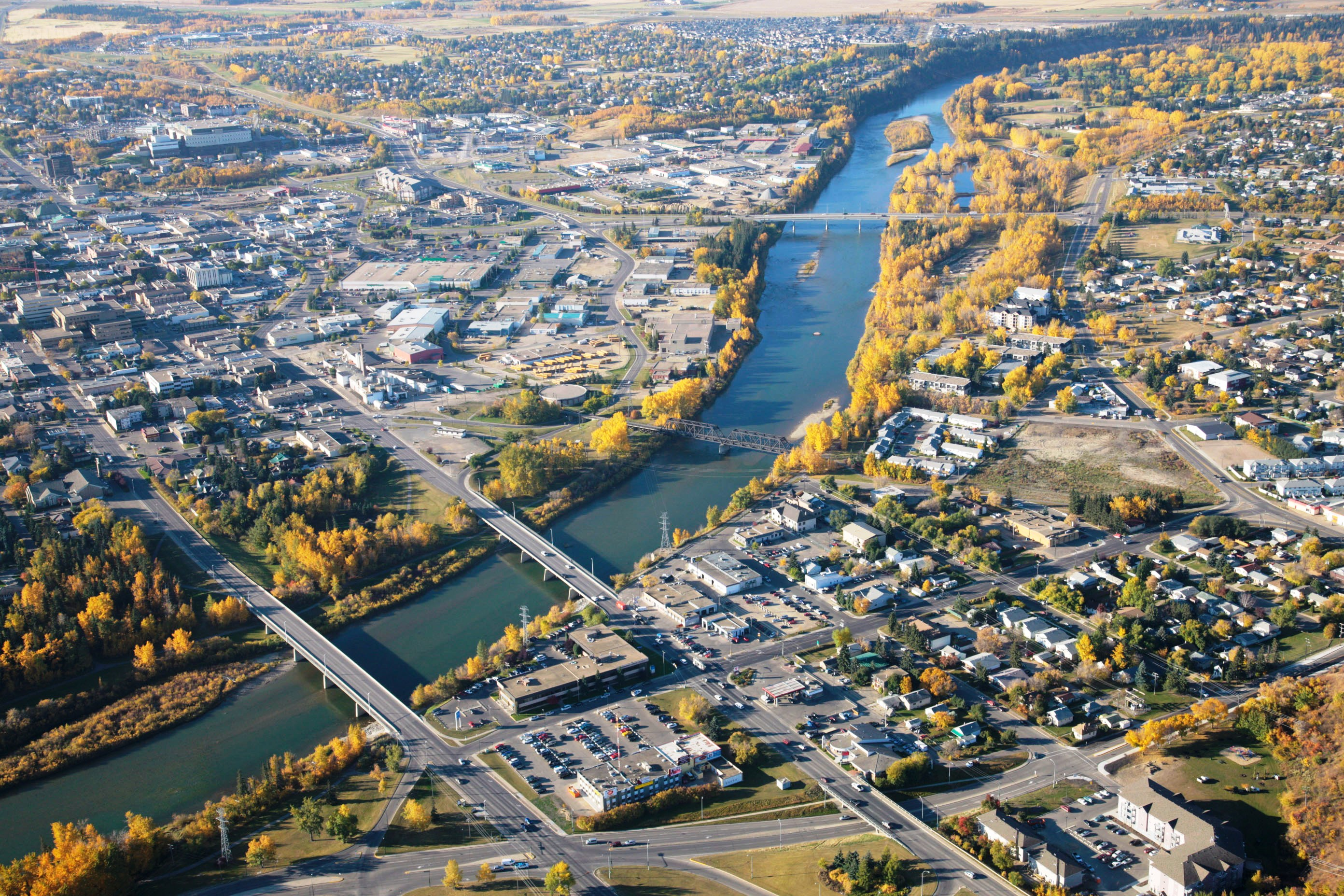
Мосты через Ред-Дир в одноимённом городе

В общей сложности в пределах бассейна Ред-Дир проживают более 100 тысяч человек, а в пределах 150 км от её русла — свыше двух миллионов. Крупнейший населённый пункт, выходящий к реке Ред-Дир — Калгари. Северо-восточные жилые районы города располагаются на водоразделе между Ред-Дир и Боу. Другие важные города на Ред-Дир — Сандре, Ред-Дир и Драмхеллер; кроме того, на реке располагаются многочисленные сельскохозяйственные поселения.
В долине реки Ред-Дир располагаются одни из лучших сельскохозяйственных земель в Канаде. Помимо фермерства, этот район играет важную роль в нефтегазовой промышленности Канады, предприятия которой используют воду реки для своих нужд. В среднем течении Ред-Дир у деревни Диксон в 1970-е годы построена одноимённая плотина, благодаря которой стало возможным орошение пахотных земель Южной Альберты.